# Maas-linjen
Maas-linjen var ett system av belgiska fästningar, som blockerade Maasövergångarna, främst fästningarna i Liège och Namur och klippfästet Huy, byggda 1888-92.
Även om fästningarna under första världskriget föll snabbare än väntat, tryggade de den belgiska arméns mobilisering och uppmarsch. Befästningarna var i bruk ännu fram till andra världskriget.